# مدیریت دارایی بروکفیلد
مدیریت دارایی بروکفیلد (به انگلیسی: Brookfield Asset Management) شرکت خدمات مالی کانادایی است، که در زمینه مدیریت سرمایه‌گذاری و سرمایه‌گذاری در ساخت‌وساز املاک، ساخت نیروگاه و تاسیسات صنعتی، احداث زیرساخت‌های شهری و نیز مبادله سهام فعالیت می‌کند.
شرکت مدیریت دارایی بروکفیلد در سال ۱۸۹۹ توسط ویلیام مکنزی و فردریک استارک پیرسون در شهر سائوپائولو، برزیل تأسیس شد و در سال‌های نخست براسکا نام داشت. این شرکت در حال حاضر دارای سرمایه‌گذاری بالغ بر ۱۸۰ میلیارد دلار در کشورهای ایالات متحده آمریکا، استرالیا و خاورمیانه، آسیا، اروپا و آمریکای جنوبی می‌باشد. شمار کارکنان آن بالغ بر ۲۴ هزار نفر می‌باشد، که در بیش از ۱۰۰ شعبه و دفاتر این شرکت در کشورهای مختلف فعالیت می‌کنند.
دفتر مرکزی شرکت بروکفیلد در شهر تورنتو، کانادا قرار دارد و دفاتر بین‌المللی آن در شهرهای نیویورک و سائوپائولو مستقر می‌باشند. بخشی از سهام این شرکت در بازارهای بورس نیویورک، بورس اوراق بهادار تورنتو، بورس یورونکست و بورس سائوپائولو معامله می‌شود.